# Miếu Lịch đại đế vương
Miếu Lịch đại đế vương hay còn gọi là Miếu Lịch Đợi là một ngôi miếu thờ các vị đế vương triều đại trước của nhà Nguyễn, được xây dựng vào năm Minh Mạng thứ 4 (1823), phía nam ngoài kinh thành. Do ảnh hưởng của chiến tranh, ngôi miếu hiệu nay đã đổ nát, hiện chỉ còn sót lại một ít di tích.

## Lịch sử
Miếu này được xây dựng vào năm Minh Mạng thứ tư, như bức hoành ở gian giữa miếu ghi rõ: "Minh Mạng năm thứ tư, tháng năm, ngày tốt tạo lập" (9 tháng 6 – 8 tháng 7 năm 1823). Toàn bộ được trở mặt về hướng Nam và gồm có ngôi miếu chính năm gian, hai nhà tả hữu vu, ngôi tả vụ bên trái ở hướng Đông, ngôi hữu vu bên phải ở hướng Tây.
Trong miếu thờ Tam Hoàng, Ngũ Đế; trong đó gian chính giữa thờ Phục Hy, vị trí trái đầu tiên thờ Thần Nông, vị trí phải đầu tiên thờ Hoàng Đế. Tiếp theo là Ngũ Đế và một số vị vua thời Thương Chu, bên trái lần lượt là Đế Nghiêu, Hạ Vũ, Chu Văn Vương; bên phải lần lượt là Đế Thuấn, Thang Thương Vương, Chu Vũ Vương.
Các vị vua thủy tổ Việt Nam được thờ tại gian đầu bên trái, gồm có Kinh Dương Vương, Lạc Long Quân, Hùng Vương, Sĩ Vương, Đinh Tiên Hoàng. Gian đầu phía bên phải thờ Lê Đại Hành, Lê Thái Tổ, Lê Thánh Tông, Lê Nhân Tông.
Gian thứ hai bên trái thờ Trần Thái Tông, Trần Nhân Tông, Trần Anh Tông. Gian thứ hai bên phải thờ Lê Thái Tổ, Lê Thái Tông, Lê Trang Tông, Lê Anh Tông.
Đến năm Minh Mạng thứ 10 (1829), triều đình bỏ thờ Lê Anh Tông, đổi thờ Sĩ Nhiếp sang Văn Miếu. Hai đầu đông tây dựng lên Đông vu và Tây vu, mỗi vu đặt 5 án thờ danh thần. Đông vu thờ các danh thần Trung Quốc là Phong Hậu, Cao Dao, Long Bá Ích, Phó Duyệt, Lã Vọng, Thiệu Hổ và các danh thần Việt Nam là Nguyễn Bặc, Lê Phụng Hiểu, Tô Hiến Thành, Trần Nhật Duật, Trương Hán Siêu, Lê Niệm, Lê Xí, Hoàng Đình Ái. Tây vu thờ các danh thần Trung Quốc là Lực Mục, Hậu Quỳ, Bá Di, Y Doãn, Chu Công Đán, Thiệu Công Thích, Phương Thú, Lê Hiến, và các danh thần Việt Nam là Lý Thường Kiệt, Trần Quốc Tuấn, Phạm Ngũ Lão, Đinh Liệt, Lê Khôi, Trịnh Duy Thuân, Phùng Khắc Khoan.
Phía trái Miếu Lịch đại đế vương có một miếu riêng thờ Lê Thánh Tông, là vị vua có công mở rộng bờ cõi phía nam. Năm 1924 đời Khải Định, do miếu bị đổ nát nên triều đình cho dời bài vị Lê Thánh Tông qua thờ chung tại Miếu Lịch đại đế vương.
Dưới thời Nguyễn, miếu Lịch Đại Đế Vương thường xuyên được chăm sóc, tu bổ, đặc biệt là vào các năm 1831, 1843, 1848, 1902, v.v... Tuy nhiên, về cuối triều Nguyễn, do tình hình tài chính eo hẹp, miếu càng ngày càng ít được tu bổ hơn. Đến năm 1914, theo bác sĩ A. Sallet và nhà nghiên cứu Nguyễn Đình Hoè trong bài khảo cứu Liệt kê các đền miếu và những nơi thờ tự ở Huế (Enumération des temples et lieux de culte de Hué B.A.V.H 1914, No 2) miếu vẫn còn gần như nguyên vẹn nhưng các văn tự trên cổng tam quan đã bị xoá. Hình ảnh này thể hiện khá rõ nét trên hai bức tranh vẽ bằng bút sắt vẽ của hoạ sĩ Nguyễn Thứ thực hiện trong thời kỳ này. Khi ấy diện mạo toàn khu miếu cũng như ngôi miếu chính vẫn còn khá nguyên vẹn và rất đẹp. Đáng tiếc là sau khi triều Nguyễn sụp đổ, miếu Lịch Đại Đế Vương không được ai chăm sóc, bảo quản nên bị xuống cấp rất nhanh.
Năm 1959, Viện Khảo cổ Sài Gòn có bản vẽ nhằm tái thiết công trình này, song chẳng được thực thi. Ngày 26-11-1966, Uỷ ban điều tra hiện trạng miếu Lịch Đại Đế Vương lập bản tường trình rằng nguyên tổng diện tích khu miếu toạ lạc là 5.485m², nhưng đến thời điểm đó chỉ còn 2.566m² (bao gồm 630m² nền miếu chính bị bỏ hoang cùng 1.966m² đất vườn), số đất còn lại là 2.888m² đã bị 13 gia đình chiếm đóng.
Rồi chiến tranh cùng nhiều nguyên nhân khác đã khiến ngôi miếu nổi tiếng trên bị đổ nát và dần dần rơi vào quên lãng. Dân di cư và một số gia đình binh sĩ chế độ cũ đã cư lấn chiếm dần khuôn viên khu miếu và biến nơi này thành bình địa.

## Lễ tế
Về quy cách tổ chức lễ tiết tại miếu Lịch Đại Đế Vương, triều Nguyễn quy định: mỗi năm tổ chức hai dịp tế tự chính vào ngày Tân tháng Trọng xuân (tháng Hai âm lịch) sau ngày tế Xã tắc và ngày tân đầu tháng của tháng Trọng thu (tháng Tám âm lịch).
Năm Minh Mạng thứ 7 (1826), bổ sung thêm quy định, gặp năm có khánh điển (lễ lớn) thì vua sẽ thân chinh đến tế lễ, còn bình thường thì phái các vị hoàng tử đi khâm mạng (thay mặt vua). Ngoài ra, trong các dịp Chính đán, Đoan dương thì chọn một viên quan văn hàm tam phẩm trở lên để thay mặt vua đến tế tự.
Năm Minh Mạng thứ 11 (1830), triều Nguyễn tỉnh giảm bớt lễ tế vào dịp Đoan dương.